# Ignacy Zatorski
Ignacy Zatorski (ur. 25 lipca 1915 we wsi Baranów (obecnie Suchedniów, woj. świętokrzyskie), poległ 2 września 1939 na Westerplatte) – Starszy legionista Wojska Polskiego, obrońca Westerplatte.

## Życiorys
Na Westerplatte przybył w 30 marca 1939, odkomenderowany z 4 Pułku Piechoty Legionów w Kielcach. Walczył jako cekaemista w obsadzie wartowni nr 5. Poległ w drugim dniu obrony w wyniku uderzenia bomby 500 kg w wartownię. Miejscem jego upamiętnienia jest Cmentarzyk Poległych Obrońców Westerplatte.

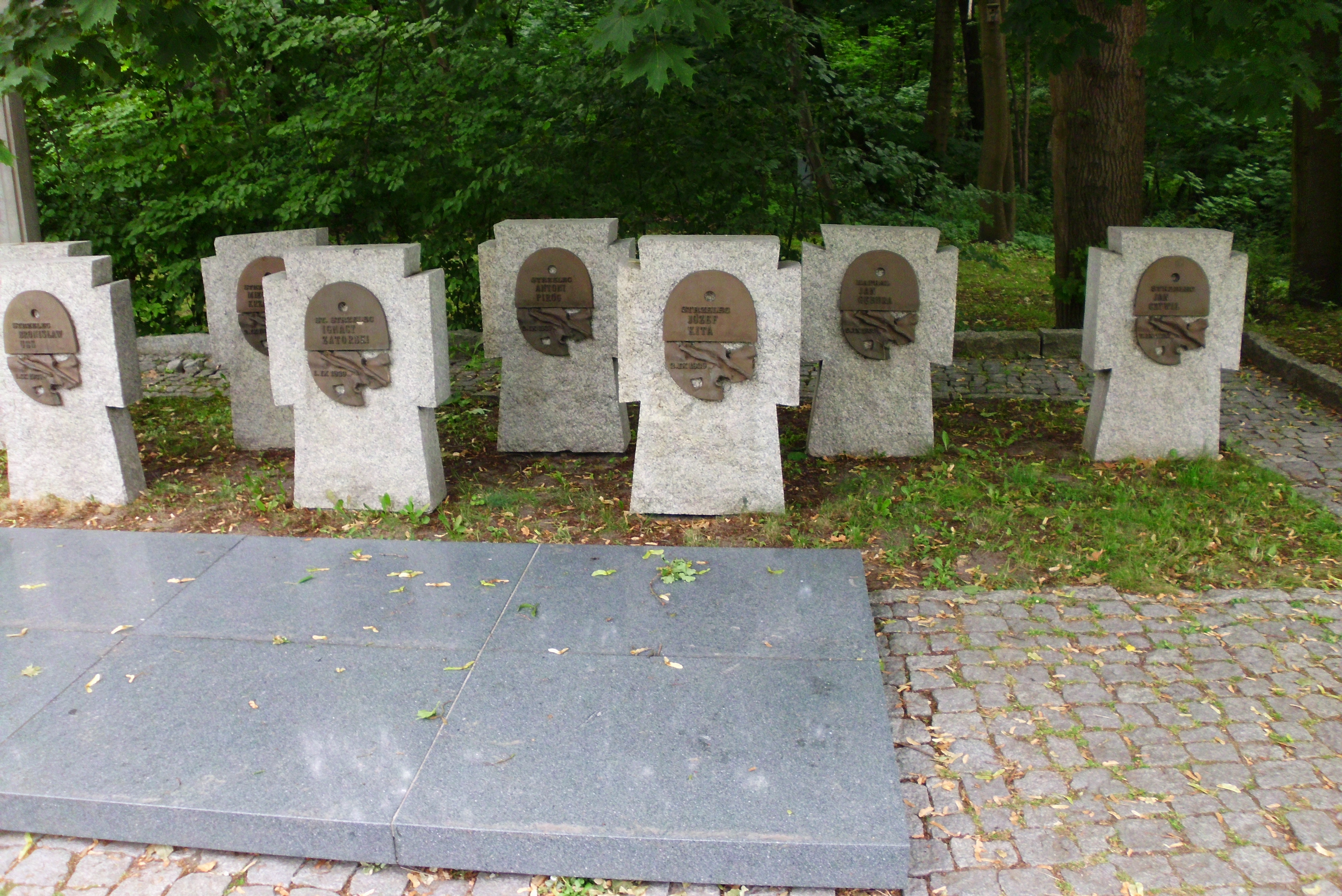
Nagrobek Ignacego Zatorskiego i innych westerplatczyków na Cmentarzu Żołnierzy Wojska Polskiego na Westerplatte

W 1945 został pośmiertnie odznaczony Krzyżem Srebrnym Orderu Virtuti Militari.

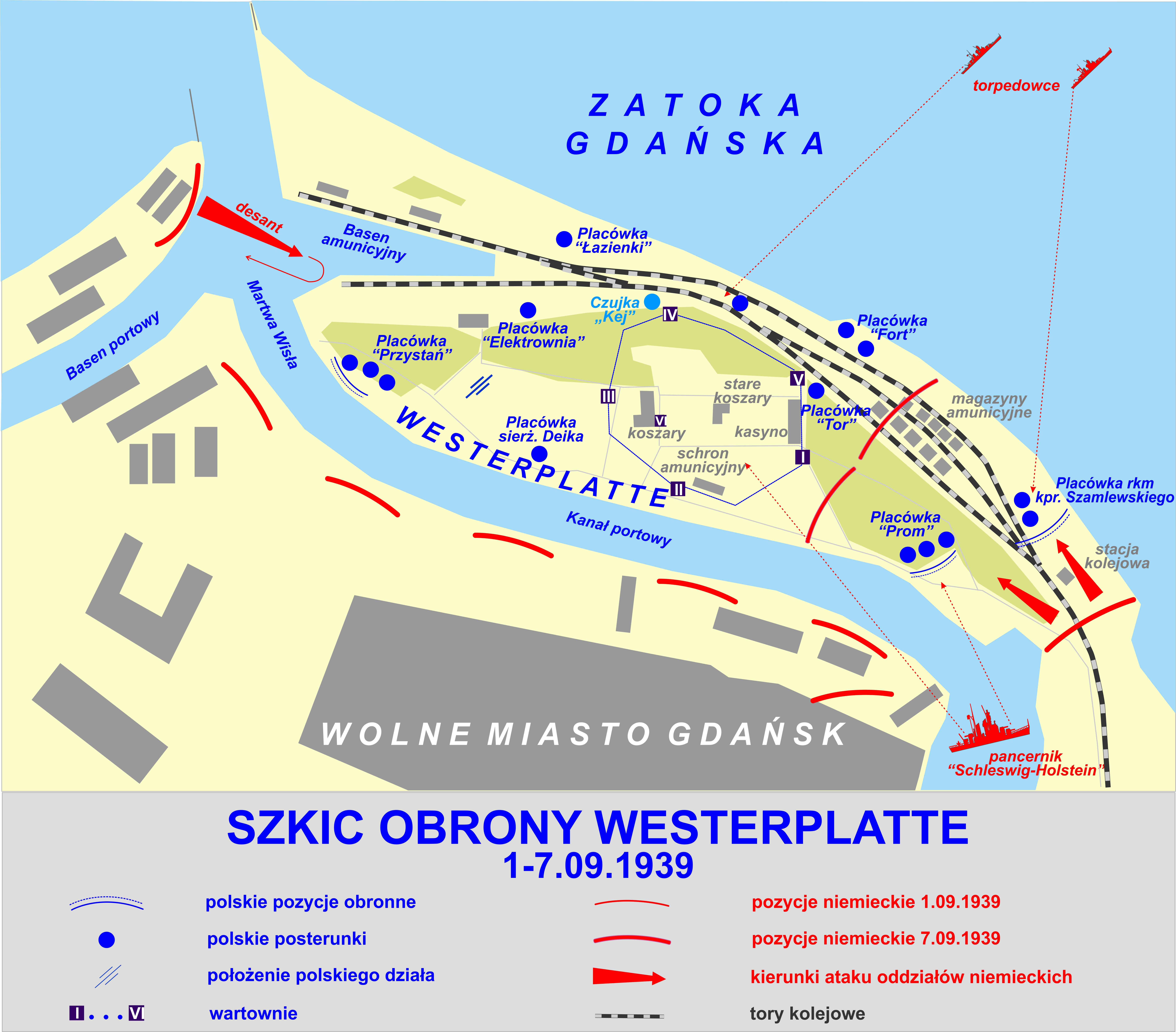
Obrona Westerplatte